# トールビョルン・ベルゲルード
トールビョルン・シットルップ・ベルゲルード（ノルウェー語: Torbjørn Sittrup Bergerud、1994年7月16日 - ）は、ノルウェーのハンドボール選手。
ハンドボールノルウェー代表として、2018年までに47試合に出場している。
2017年、SGフレンスブルク＝ハンデウィトと2018年から3年の契約を結んだ。

## 個人生活
現在、ハンドボールノルウェー女子代表のヘーゲ・バッケン・ヴァールクイストと恋人関係にある。